# Josefina Hylén
Josefina Hylén, född 2 juli 1981, är en svensk röstskådespelare och sångare. Hon har dubbat i animerade filmer och TV-serier sedan 2009. Innan hon började arbeta i dubbningsbranschen, uppträdde hon i krogshower, och hennes första uppträdande på scen var i musikalen Grease 2007.[källa behövs]